# 亀と鶴
『亀と鶴The Turtle and the Crane』は
フレデリック・ジェフスキー作曲のピアノ作品。
1988年1月の作曲。

## 作曲者自身の言葉による解説
『亀と鶴』は1988年1月に、ピアニスト高橋アキのために書かれた。
彼女は私に1つ作品を書いてほしいと頼んできたのだが、
とりわけ「女性を勇気づけるような」ものを求めていた。
そのような音楽の例としてモデルになる作品を挙げてほしいと頼むと、
彼女は、それが問題なのだ、そういうものがないから誰かが書かねばならないのだ、
と答えてきた。(実際、女性のための、または女性に関する音楽が、最近になって

女性、男性両方によってたくさん書かれるようになった。ポーリン・オリヴェロスPauline Oliverosの
『ギャザリング・トゥゲザーGathering Togehter』
と『ポートレイツPortraits』、
クリスティアン・ウォルフChrsitian Wolffの『パンとバラBread and Roses』、『Hay Una Mujer Desaparecida』 がいい例である。
私自身の場合は、数年前に『メアリーの夢Mary's Dream』
(メアリー・シェリーMary Shelleyのテクストに基づいている)でこの方向の試みを行っている。)
最初は、フェミニストのメッセージを前面に出した作品、1人の女性の物語を
語る作品を書こうとしたが、書いているうちに、これは想像以上に難しいことが
わかってきた。最初のバージョンでは、ピアニストがセリフを語るようにしたが、
後にこれは削除した。次に作ったバージョンは純粋な器楽作品だが、
依然として1つのストーリーを語っていたように思える。
私は、このバージョンを脳の男の部分と女の部分の間での内なる対話として理解している。
タイトルの『亀と鶴』は、京都の有名な石庭に由来する。私は、ここを
友人の一柳慧と1987年の12月に訪れている
。
2つの大きな丸い石が離れて置かれ、その周りは小石で作られた海で囲まれていて、
それらは亀と鶴をあらわしていた。
伝統的な日本の神話では、これらの生物は長寿のシンボルである
(鶴は千年、亀は1万年生きるという)。
私は、空間と時間を結合するという石庭の考え方に感銘を受けた。
これは、静的な芸術形式、例えば、「凍りついた音楽」(frozen music)とは
かけ離れたものだ。このような環境の中で長いこと過ごすことで、
人は小さな、短い自然のできごと、こうした静かな環境の中にいなければ気づく事もないであろうこと、
例えば、水の音、鳥の羽ばたき、落葉、に引きつけられるようになる。
この体験から、2つの時間を使った音楽というアイディアを得た。
一方は、非常に長くて、多くの小さな予測できない事象に満ちている
もう一方は、もっと短く(それでも、かなり長いが)、そこでは何も起こらない。
長い方の時間で起こる「小さなできごと」は、ピアニストが完全には
コントロールできない自然現象という性質のものである。
例えば、繰り返して弾かれる同じ音である。
筋肉が疲れたり、楽器のメカニカルな特性の結果、音の強さや響きの揺らぎは予測ができない。
このような不完全性は、それが起こるとき、誤りとは見なされず、
内部の状態が解放されると見なされる。この結果として、
一方のパートナーは長々とおしゃべりを続け、他方のパートナーは
そっけなく答え、いつも相手をやりこめる、そういった対話になるのだ。

## 演奏時間
約17分

## 初演
日本初演は、ジェフスキー自身によって、2000年11月20日、
東京オペラシティリサイタルホールにて。

## 録音
作曲者自身による録音がある。1993年9月録音。